# Antônio de Andrade Lima Filho
Antônio de Andrade Lima Filho (Goiana, 8 de janeiro de 1910 – Recife, 11 de setembro de 1983) foi um jornalista, escritor e político brasileiro.
Era membro da Academia Pernambucana de Letras.

## Biografia
Filho de Antônio de Andrade Lima e de Maria d’Assunção de Andrade Lima.
Graduou-se em direito e ciências econômicas pela Faculdade de Direito de Recife, onde aderiu à Ação Integralista Brasileira, da qual foi o primeiro chefe provincial em Pernambuco. Juntamente com outros jovens da Faculdade de Direito de Recife, como Álvaro Lins, foi um dos signatários do Manifesto integralista de Recife, um dos primeiros documentos ligados ao Integralismo, lançado em 24 de novembro de 1932. Líder da Restauração Católica e crítico da laicização do país, foi diretor do Diário do Nordeste, que destacava a importância de uma recristianização no Brasil. Após o golpe do Estado Novo, teve seu jornal fechado, sendo proibido de publicar novos textos. Na ocasião, era chefe provincial da Ação Integralista Brasileira em Alagoas.
Nas eleições de outubro de 1950 foi o único deputado estadual eleito pelo Partido Social Trabalhista (PST) em Pernambuco, para a legislatura de fevereiro de 1951 a janeiro de 1955.
Nas eleições de outubro de 1958 foi eleito deputado federal. Assumiu o mandato em fevereiro do ano seguinte. Apoiou a Frente Parlamentar Nacionalista, formada por deputados do PSD, do Partido Trabalhista Brasileiro (PTB), da União Democrática Nacional (UDN) e do Partido Socialista Brasileiro (PSB). Esse grupo tinha como proposta a viabilização de uma plataforma nacionalista voltada para a condenação da intervenção do capital estrangeiro na economia nacional, principalmente no setor energético, e das remessas de lucro para o exterior.
Nas eleições de outubro de 1962 concorreu novamente para a Câmara dos Deputados, pelo PTB, obtendo uma suplência. Ocupou uma cadeira desde o início da legislatura. Com a extinção dos partidos políticos pelo Ato Institucional Número Dois e a posterior instauração do bipartidarismo, filiou-se ao Movimento Democrático Brasileiro (MDB). Nas eleições de outubro de 1966 obteve novamente uma suplência pelo MDB e foi convocado a assumir o mandato. Contudo, após a promulgação do Ato Institucional Número Cinco teve o mandato cassado em 29 de abril de 1969.
Com os direitos políticos suspensos, passou a dedicar-se às suas atividades na Academia Pernambucana de Letras e a escrever, como colaborar, para órgãos da imprensa local. Recebeu o Prêmio Agamenon Magalhães pela obra China gordo, de 1976, e dois prêmios, inclusive da Academia Brasileira de Letras, pela obra Itinerário de Osório Borba: o homem que cuspia marimbondos, de 1979.
Faleceu em Recife, no dia 11 de setembro de 1983.

## Vida pessoal
Era casado com Ivete de Oliveira de Andrade Lima, com quem teve oito filhos.

## Publicações
- História amena de uma campanha (1948)
- Acordo Militar Brasil-Estados Unidos (1954)
- Perfil de Aníbal Falcão (1959)
- Vida, paixão e morte no Nordeste (1962)
- China gordo. Agamenon Magalhães e sua época (1976)
- Teoria e prática das imunidades
- A crise partidária e o caos nacional
- Três discursos
- Luta contra o subdesenvolvimento
- Joaquim Amazonas, o reitor magnífico
- Itinerário de Osório Borba: o homem que cuspia marimbondos